# Editorial Reediciones Anómalas
Reediciones Anómalas es una editorial española de carácter colaborativo y sin ánimo de lucro con sede en Alicante, Valencia.
Fundada en 2017 por Pablo Vergel y Alex Barragán, su catálogo está especializado en la reedición de libros descatalogados de misterio y temática forteana que, por muchas razones, no han gozado de una distribución adecuada o bien que directamente nunca han sido publicados en castellano.

## Colecciones
El catálogo está compuesto de tres colecciones: "Reediciones Anómalas", "Balazote" y "Fictio".

### Reediciones Anómalas
Libros de misterio y temática forteana, todos ellos ilustrados por Óscar Bometón. Forman parte de la colección los siguientes autores:
Wade Davis, Andreas Faber-Kaiser, Diego Rodolfo Viegas, Miguel Peyró, Ignacio Cabria García, Pablo Villarrubia, Rodrigo Bravo Garrido, Juan Castillo Cornejo, Budd Hopkins, John Keel, Hilary Evans, Jacques Vallée, David J. Hufford, Ken Hollings, Ed Conroy, Charles Fort, Ricardo Blasco Romero, John E. Mack, Leon Festinger, Henry W. Riecken, Stanley Schachter, Whitley Strieber, Juan José Acevedo, Néstor Berlanda, Carl Gustav Jung, Eduardo Pons Prades, Bill Ellis o Karl Bell.

### Balazote
Línea consagrada al ensayo y con un enfoque que va más allá de la ufología, centrándose más en el folklore, leyendas y misterio de España. Incluye a autores como Jesús Manuel de la Cruz Martín, Marcus Polvoranca, Héctor Chavarría, Alvaro Martín, Luis García Chapinal o Enrique Echazarra Artaza.

### Fictio
Se usa la novela y la ficción como vehículo para acercarse a las temáticas de misterio de una manera imaginativa y estimulante. Destacan Edward Bulwer-Lytton, Pablo Vergel o Roberto Pinotti.

### Fuera de colección
Ignacio Cabria García.